# Испания на зимних Олимпийских играх 1980
Испания принимала участие в зимних Олимпийских играх 1980 года в Лейк-Плэсиде (США) в десятый раз за свою историю, но не завоевала ни одной медали.

## Состав сборной
Сборную страны представляли 8 спортсменов: 5 мужчин и 3 женщины. Они соревновались в 3 видах спорта:
- горнолыжный спорт
- лыжные гонки
- фигурное катание.

Самой юной участницей сборной была 16-летняя горнолыжница Бланка Фернандес Очоа, самым старшим участником — её старший брат, 29-летний горнолыжник,
олимпийский чемпион 1972 года Франсиско Фернандес Очоа, он же был знаменосцем сборной.

## Результаты

### Горнолыжный спорт
Соревнования прошли с 14 по 23 февраля на горе Уайтфейс близ городка Уилмингтон, северо-восточнее Лейк-Плэсида. Это была последняя зимняя Олимпиада, когда соревнования по горнолыжному спорту входили также и в зачёт чемпионата мира; после 1980 года чемпионаты мира проводились всегда отдельно.
Мужчины
| Спортсмен                | Соревнование      | 1 спуск        | 1 спуск | 2 спуск | 2 спуск | Итог    | Итог  |
| Спортсмен                | Соревнование      | Время          | Место   | Время   | Место   | Время   | Место |
| ------------------------ | ----------------- | -------------- | ------- | ------- | ------- | ------- | ----- |
| Франсиско Фернандес Очоа | Скоростной спуск  |                |         |         |         | 1:50.69 | 27    |
| Франсиско Фернандес Очоа | Гигантский слалом | 1:23.11        | 29      | 1:23.47 | 18      | 2:46.58 | 22    |
| Хорхе Гарсиа Оливер      | Гигантский слалом | 1:23.03        | 28      | 1:24.05 | 24      | 2:47.08 | 23    |
| Хорхе Перес Вильянуэва   | Гигантский слалом | 1:22.06        | 19      | 1:22.82 | 13      | 2:44.88 | 14    |
| Хорхе Перес Вильянуэва   | Слалом            | не финишировал | -       | -       | -       | —       | -     |
| Хорхе Гарсиа Оливер      | Слалом            | не финишировал | -       | -       | -       | —       | -     |
| Франсиско Фернандес Очоа | Слалом            | 57.31          | 26      | 54.30   | 21      | 1:51.61 | 22    |

Женщины
| Спортсменка               | Соревнование      | 1 спуск         | 1 спуск | 2 спуск | 2 спуск | Итог    | Итог  |
| Спортсменка               | Соревнование      | Время           | Место   | Время   | Место   | Время   | Место |
| ------------------------- | ----------------- | --------------- | ------- | ------- | ------- | ------- | ----- |
| Ана Мария Родригес Молина | Гигантский слалом | не финишировала | -       | -       | -       | —       | -     |
| Бланка Фернандес Очоа     | Гигантский слалом | 1:18.37         | 22      | 1:30.62 | 18      | 2:48.99 | 18    |
| Ана Мария Родригес Молина | Слалом            | не финишировала | -       | -       | -       | —       | -     |

### Лыжные гонки
Соревнования прошли с 14 по 21 февраля в специально построенном для Игр комплексе у подножия горы Ван Ховенберг.
Мужчины
| Дистанция                  | Спортсмен              | Результат  | Результат |
| Дистанция                  | Спортсмен              | Время      | Место     |
| -------------------------- | ---------------------- | ---------- | --------- |
| 15 км с раздельным стартом | Хосе Хиро Рока         | 51:30.06   | 55        |
| 15 км с раздельным стартом | Эмилиано Морланс Пуэйо | 50:42.33   | 53        |
| 30 км (масс-старт)         | Эмилиано Морланс Пуэйо | 1’46:28.42 | 49        |
| 30 км (масс-старт)         | Хосе Хиро Рока         | 1’41:57.97 | 47        |

### Фигурное катание
Соревнования среди женщин прошли 20, 21 и 23 февраля на искусственном льду Олимпийской арены Лейк-Плэсида.
| Спортсменка     | Обязательные фигуры | Короткая программа | Произвольная программа | Баллы  | Сумма мест | Место в итоговом протоколе |
| --------------- | ------------------- | ------------------ | ---------------------- | ------ | ---------- | -------------------------- |
| Глория Мас Хиль | 21                  | 20                 | 21                     | 126.56 | 190        | 21                         |